# Saint-Sever-de-Saintonge
Saint-Sever-de-Saintonge – miejscowość i gmina we Francji, w regionie Nowa Akwitania, w departamencie Charente-Maritime.
Według danych na rok 1990 gminę zamieszkiwało 511 osób, a gęstość zaludnienia wynosiła 63 osób/km² (wśród 1467 gmin regionu Poitou-Charentes Saint-Sever-de-Saintonge plasuje się na 546. miejscu pod względem liczby ludności, natomiast pod względem powierzchni na miejscu 934.).